# لوئیس وان ان
لوئیس وان ان (انگلیسی: Luis von Ahn؛ زادهٔ ۱۹ اوت ۱۹۷۸) دانشمند اهل گواتمالا است. وی برندهٔ جوایزی همچون جایزه گریس موری هاپر شده است.